# Petr Pokorný (biolog)
Petr Pokorný (* 1972 Praha) je český biolog, vysokoškolský pedagog, autor odborných a popularizačních prací a jeden z nejvýznamnějších českých paleoekologů. Zabývá se především kvartérní paleoekologií a vývojem vegetace a krajiny v posledním glaciálu a současném interglaciálu. Vzhledem k předmětu svého vědeckého zájmu se často dostává na pomezí přírodních a společenských věd (zejména archeologie a antropologie). Momentálně pracuje v Centru pro teoretická studia – společném pracovišti Univerzity Karlovy a Akademie věd ČR a věnuje se mimo jiné "vlivu zemědělství na fungování a stabilitu společenstev". Byl editorem publikace Afrika zevnitř – kontinentem sucha a věčných proměn nominované na Literu za literaturu faktu.